# Chrysler Vision
La Chrysler Vision est une traction avant, à quatre portes, une berline sport produite de 1992 à 1997. Elle a été commercialisée par Eagle en Amérique du Nord. La Vision fait ses débuts en 1992, lors du North American International Auto Show de Detroit. Comme l'une des voitures à la plateforme LH, elle fut désignée voiture de l'année par l'Automobile Magazine en 1993, C'est la seule Eagle développée par Chrysler.

## Description

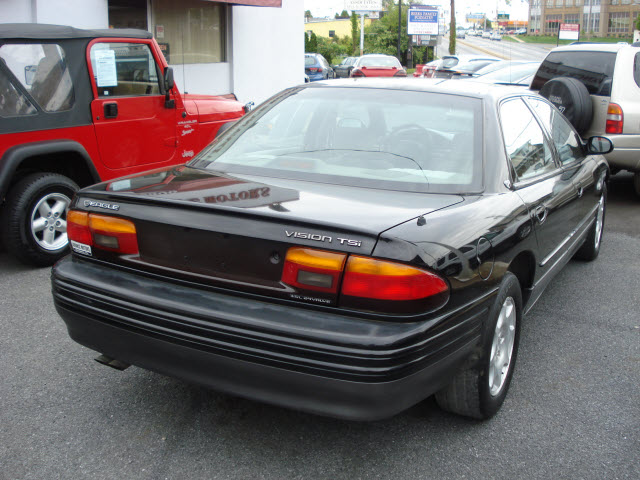
Eagle Vision STi de 1995

En 1990, il est décidé que la nouvelle Vision devrait être techniquement avancée, et donc que son moteur soit techniquement avancé du point de vue de la puissance. Jusqu'à ce moment, le seul moteur puissant de Chrysler est le 3,3 L pushrod V6. Le 3.3 L est poussé à 3.5 L notamment grâce à quatre soupapes par cylindre.
L'apparence inaugure le concept du Cab forward.
L'ingénierie et le design élégant donnent à la Vision un faible coefficient de traînée (0.31), à égalité avec la Porsche 997.
Sans les badges, la Vision pourrait facilement passer pour une (première génération) de la Concorde. La principale différence entre les deux est les pôles de feux arrière. Comme elle a été commercialisée pour rivaliser contre les voitures européennes, la Vision intègre des clignotants arrière orange au contraire de la Concorde, dont les clignotants arrière sont rouges. Alors que les deux voitures partagent les mêmes phares, la Vision possède une calandre plus petite et séparée par son insigne, vite comparée à des "narines." L'intérieur de la Vision est presque identique à celui de la Concorde, la plus grande différence étant l'absence dans la Concorde des fausses garnitures en bois. Commercialisé comme une berline sport, la Vision offre des sièges baquets.

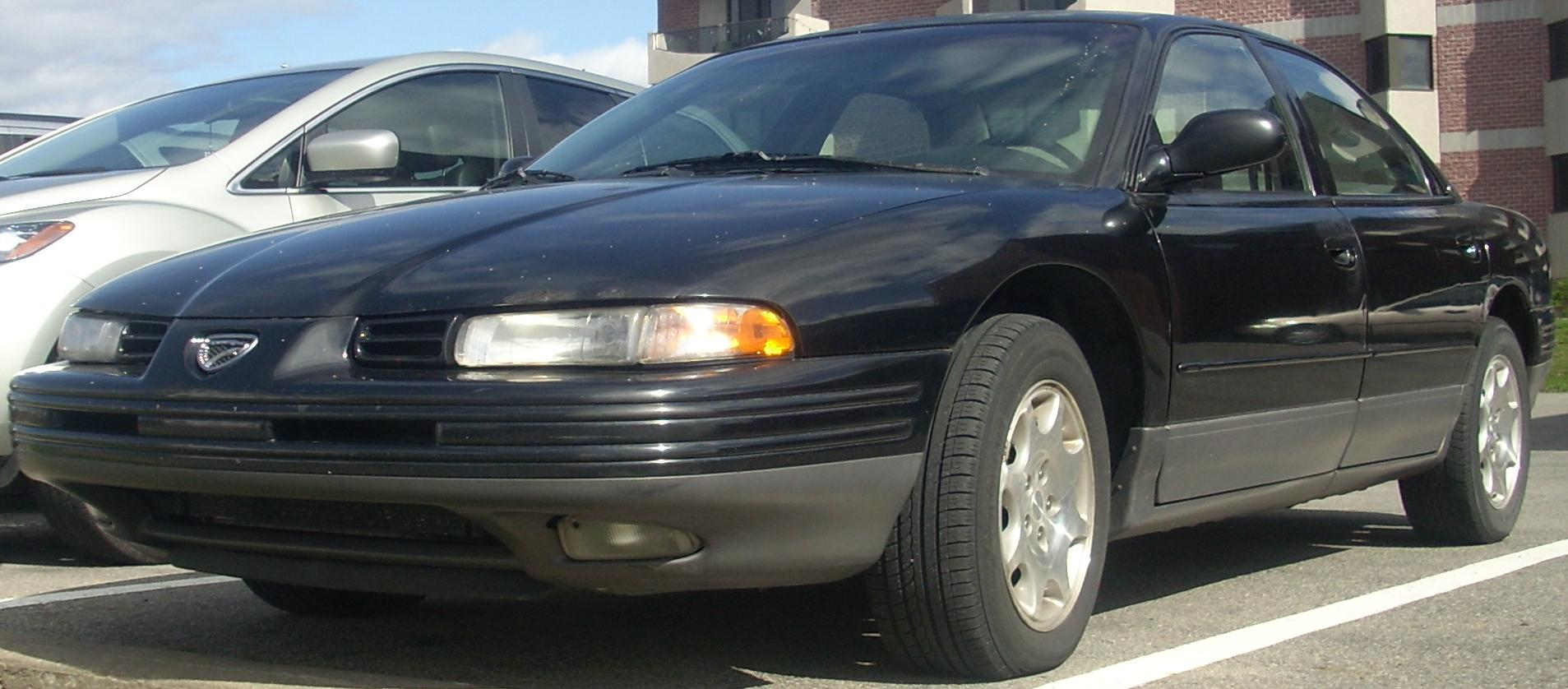
Eagle Vision avec des bas de caisses gris.

La Sti se distingue car elle n'avait pas d'antenne radio rétractable. Le contrôle de traction était en option.

### Garnitures
- ESi - 1993-1997
- Sti - 1993-1997

## Performances
La Chrysler Vision ESi a été équipée d'un 3,3 litres V6, moteur produisant initialement 153 ch (112 kW). Pour 1996, il a perdu 4 ch, mais a gagné 9 N m de couple. La Sti était équipée en usine avec le plus puissant 3,5 L V6 à 24 soupapes, produisant 214 ch. Les deux moteurs ont été joints à une boite automatique à 4 vitesses..

### Motorisations détaillées
- 3,3 L V6 : 153 ch et 240 N m de couple.
- 3,5 L V6 : 214 ch et 300 N m de couple.

## Fin de la Vision
La Vision fut vendue autour de 105 000 unités, de 1993 à 1997, et Chrysler avait l'intention de poursuive ses ventes pour la refonte de la plateforme LH pour 1998. La production de la Vision s'est poursuivie en septembre 1997 pour offrir aux concessionnaires une quantité suffisante pour l'année 1997. Toutefois, Chrysler a pris la décision d'arrêter la production de la Vision et de stopper la marque Eagle. La dernière unité fut construite le 5 septembre 1997.
La voiture prévue pour remplacer la Vision, est devenue la Chrysler 300M. Elle fut commercialisée un an après l'arrêt de la production de la Vision.

## Récompenses
- 1993: Automobile Magazine, Automobile de l'Année en 1993
- 1994: Dans le top 10 des meilleures voitures de l'année selon le magazine Car and Driver.

## Réutilisation du nom
Au Mexique, le modèle Fiat Siena, de 2015, a été commercialisé sous le nom de la Dodge Vision.